# مؤسسة الرؤيا الفلسطينية

## مقدمة
مؤسسة الرؤيا الفلسطينية منظمةٌ شبابيةٌ أهلية تأسست في القدس سنة 1998، وسُجّلت رسميًّا لدى وزارة الداخلية الفلسطينية عام 2000، بهدف حشد وتمكين الشباب الفلسطيني للحفاظ على هويتهم وقيادة تنميةٍ مستدامةٍ في مجتمعاتهم من خلال العمل التطوعي، والريادة، والمناصرة المحلية والدولية.

## الرؤية والرسالة
- الرؤية: شبابٌ فلسطينيّ يقود تنميةً مستدامةً قائمةً على الهوية الوطنية.
- الرسالة: «حشد وتمكين الشباب لتحقيق تطلعاتهم والحفاظ على هويتهم الجماعية، وإطلاق مبادرات تنمية يقودها الشباب عبر التطوع والنشاط الاجتماعي والريادة والمناصرة».[3]

## البرامج الرئيسة
| البرنامج          | المجالات                         | أمثلة المشاريع                                       |
| ----------------- | -------------------------------- | ---------------------------------------------------- |
| البرامج التعليمية | دعم التعليم المدرسي والمهني      | «سلالم» لتحسين مهارات القراءة والحساب (2024)         |
| بذرة ريادة        | ريادة الأعمال والتمكين الاقتصادي | مختبر الابتكار «محطة J» بالشراكة مع DanChurchAid     |
| نقش وهوية         | حماية التراث والهوية المقدسية    | مسابقة «القدس الثقافية» لطلبة الجامعات (انطلقت 2020) |
| عون واستجابة      | إغاثة مجتمعية وتدخلات طارئة      | «المال مقابل العمل» لدعم المتضررين من جائحة كوفيد-19 |

## الشراكات والتمويل
تتعاون الرؤيا مع جهاتٍ مانحة ومحلية، منها DanChurchAid، أنقذوا الأطفال، والوكالة النرويجية للتعاون الإنمائي، والاتحاد الأوروبي، وتنفّذ مشاريع مشتركة مع وزارة التعليم العالي الفلسطينية في مسابقات التراث الثقافي.

## الجوائز والتقدير
- جائزة مرحوم راغب الكالوتي للتنمية المجتمعية في القدس – «للقدس نعمل» (2014) من مؤسسة التعاون.[9]

## الإدارة
يترأس مجلس إدارةٍ شبابيٍّ مجلسٌ مكوَّن من تسعة أعضاء، بينما يتولى رامي ناصر الدين منصب المدير التنفيذي منذ 2010.

## التحديات
تواجه المؤسسة قيوداً على الحركة والتمويل في القدس الشرقية، ما يُعقّد تنفيذ البرامج واستدامتها، لكنها تعتمد على شبكات متطوعين محليين للالتفاف على بعض تلك الصعوبات.

## وصلات خارجية
- الموقع الرسمي
- صفحة PalVision على فيسبوك  على فيسبوك.